# Calospilota tristis
Calospilota tristis es una especie de mantis de la familia Mantidae.

## Distribución geográfica
Se encuentra en Camerún.